# Société monégasque de banques et de métaux précieux
La Société monégasque de banques et de métaux précieux est une banque monégasque qui a fait faillite en 1955, marquant douloureusement le début du règne du prince Rainier III. La faillite de la banque a conduit à la démission du cabinet ministériel de Monaco,.
La faillite de la banque est due à des placements dans la société de médias d'Images et Son, qui avait été fondée par l'homme d'affaires irlandais Charles Michelson. L'entreprise Images et Son de Michelson avait été fondée après qu'il eut obtenu les droits de la télévision à Monaco par le gouvernement français, au prix d'un règlement financier en 1949. 
À son tour, Michelson a accordé ses propres droits au prince Rainier, en s'associant avec une participation financière dans la société Images et Son. En 1955, le gouvernement français a décidé de retirer les droits d'émission de Michelson, ce qui a causé l'effondrement du cours de l'action d'Images et Son à la bourse de Paris et par répercussion a causé des problèmes à la banque qui avait beaucoup investi dans la société. 
La Société monégasque de banques et de métaux précieux qui avait toujours favorisé une plus grande diversité de portefeuille d'investissement, s'était alors plutôt concentré sur des investissements dans Image et Son détenant jusqu'à 40% de la société.
Par l'arrêté ministériel n° 56-150 du 16 juillet 1956, les statuts de la Société anonyme monégasque dénommée "Société Monégasque de Banque et Métaux Précieux" sont modifiés et celle-ci devient désormais « Société monégasque de banque» en abrégé « S.M.B. ».